# Lasionycta klotsi
Lasionycta klotsi là một loài bướm đêm trong họ Noctuidae.